# بیماری گوشت‌خوار
نکروزان غلاف (ان اف)، که معمولاً با نام بیماری گوشت‌خوار خوانده می‌شود نوعی عفونت است که منجر به مرگ بافت نرم بدن می‌شود. این بیماری مهلک به سرعت گسترش می‌یابد. علائم آن عبارتند از: قرمز یا بنفش شدن پوست در منطقه آسیب دیده، درد شدید، تب و استفراغ. اغلب مناطق در معرض عفونت اندام و پرینه می‌باشند.
به‌طور معمول عفونت از طریق شکستی در پوست مانند یک برش یا سوختگی وارد بدن می‌شود. عوامل خطر عبارتند از ضعف عملکرد سیستم ایمنی بدن مانند دیابت، سرطان، چاقی، اعتیاد به الکل، استفاده از مواد مخدر ملزم به تزریق داخل وریدی و بیماری عروق محیطی است. این بیماری به‌طور معمول بین مردم پخش نمی‌شود. این بیماری به چهار طبقه‌بندی تقسیم می‌شود که بسته به ارگانیسم عفونت‌کننده است. بین ۵۵٪ تا ۸۰٪ موارد شامل بیش از یک نوع باکتریاست. مقاوم به متی سیلین استافیلوکوکوس اورئوس (MRSA) است که درگیر در یک سوم از موارد. تصویربرداری پزشکی برای تأیید تشخیص مفید است.
پیشگیری شامل است بر مراقبت خوب از زخم و شستن دست‌ها است. درمان این عفونت معمولاً با عمل جراحی برای برداشتن بافت آلوده و داخل وریدی آنتی‌بیوتیک‌ها می‌باشد. اغلب ترکیبی از آنتی‌بیوتیک‌ها مانند پنی سیلین Gبا کلیندامایسینبا وانکومایسینو جنتامایسین برای درمان این بیماری استفاده می‌شود. تأخیر در عمل جراحی با خطر بالاتر مرگ و میر همراه است. با وجود درمان با کیفیت بالا خطر مرگ در اثر بیماری بین ۲۵٪ تا ۳۵٪ است.
این بیماری در هر سال ۰٫۴ تا ۱ نفر در هر ۱۰۰۰۰۰ نفر را تحت تأثیر قرار می‌دهد. هر دو جنس زن و مرد به‌طور مساوی در معرض ابتلا هستند. این بیماری در میان افراد مسن شایع‌تر است و به ندرت در کودکان مشاهده می‌شود. نکروزان غلاف حداقل از زمان بقراط توضیح داده شده‌است. اصطلاح «necrotising غلاف» برای اولین بار در سال ۱۹۵۲ استفاده شده‌است.

## نگارخانه

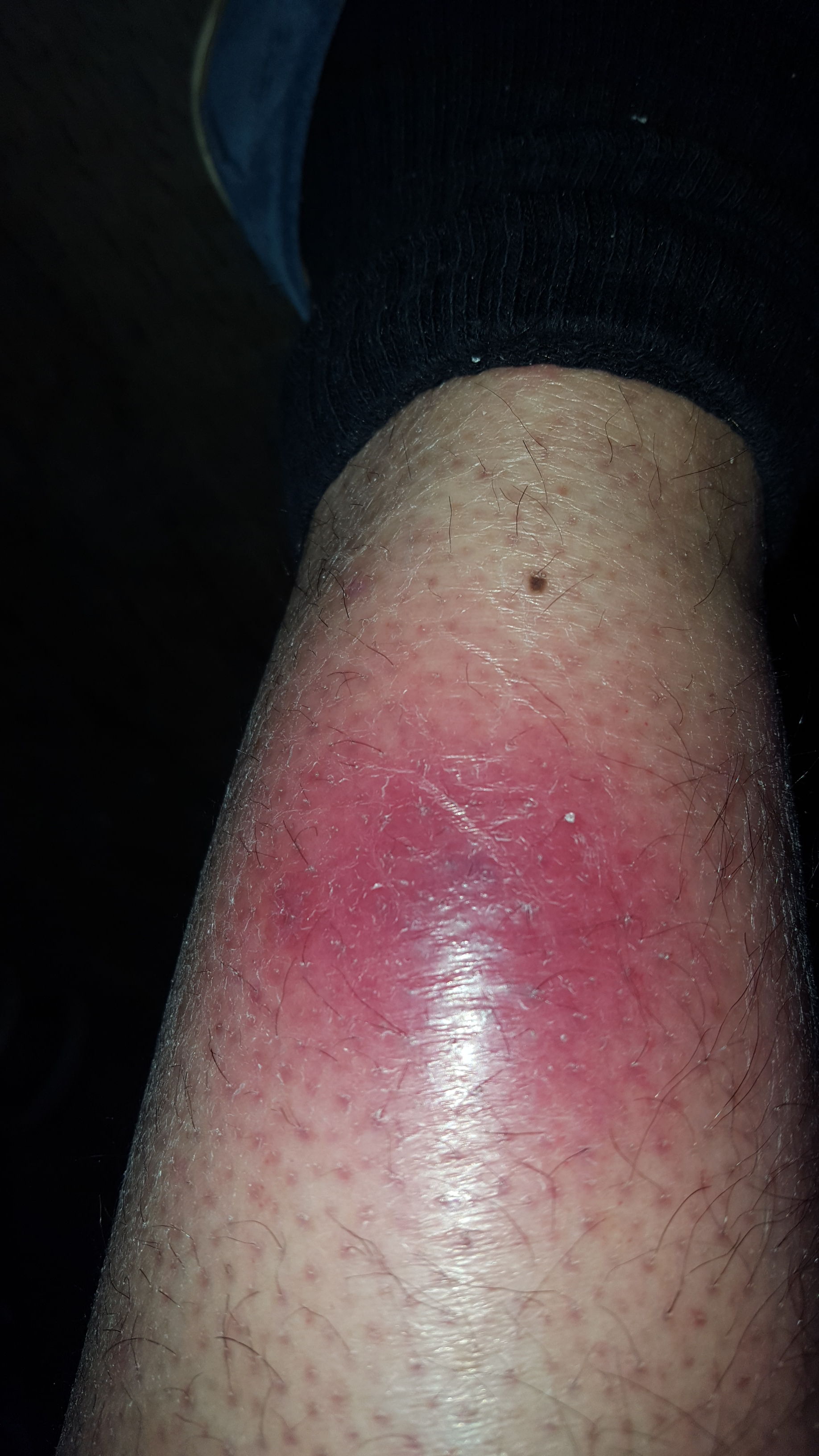
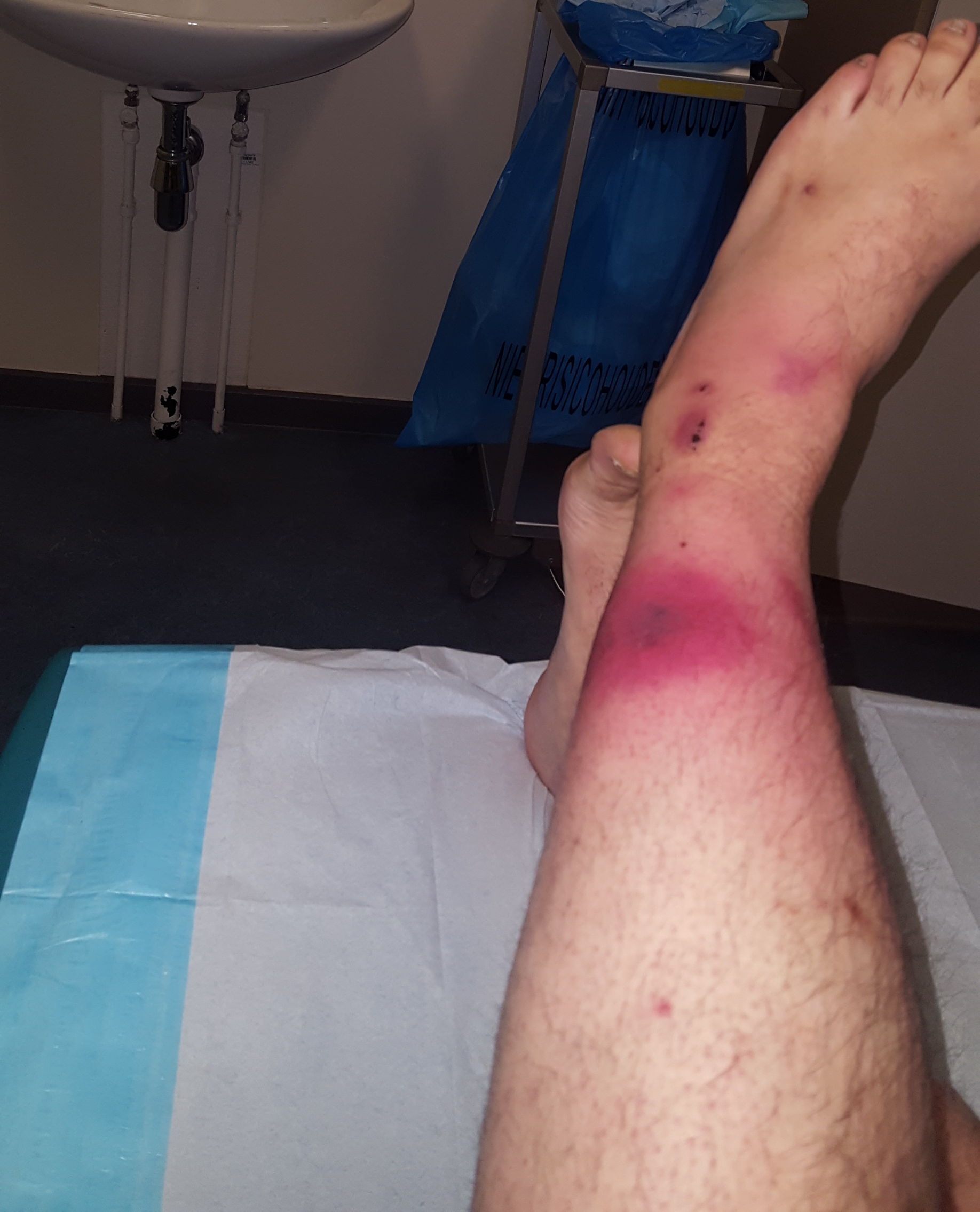